# 小室淑恵
小室 淑恵（こむろ よしえ、1975年4月16日 - ）は、日本の女性事業家。株式会社ワーク・ライフバランス代表取締役社長。ワーク・ライフバランスコンサルティングを1000社以上に提供しているという。

## 来歴
日本女子大学附属中学校・高等学校を経て、日本女子大学文学部日本文学科卒業。1999年、資生堂へ入社。奈良支社配属を経て、本社経営企画室IT戦略担当に抜擢されたという。2004年12月、日経ウーマン主催「日経ウーマン・オブ・ザ・イヤー2004」を受賞した。2005年9月、資生堂を退職。
2006年7月、株式会社ワーク・ライフバランスを設立。
2008年4月、内閣府仕事と生活の調和連携推進・評価部会委員。2011年8月、厚生労働省社会保障審議会年金部会委員。2012年3月、第180回通常国会・衆議院予算委員会公聴会で「日本の長時間労働の問題点と解決策」を提案。同年6月、プレゼンテーションカンファレンスのTEDxTokyoにスピーカー選出される。同年8月、経済産業省産業構造審議会委員。2013年4月、内閣府子ども子育て会議委員。2014年5月、ベストマザー賞（経済部門）を受賞。同年9月、内閣産業競争力会議民間議員。2015年2月、文部科学省中央教育審議会委員（- 2017年3月）。2016年3月、霞が関の働き方改革を加速するための懇談会座長。
2019年5月、オンワードホールディングス社外取締役。2020年9月、環境省「働き方改革」加速化有識者会議委員。2021年2月、厚生労働省コロナ禍の雇用・女性支援プロジェクトチーム構成員。
2022年6月、LITALICO取締役。

## 人物
既婚者。2人の息子がいる。
ヘルパー2級の資格を持ち、介護のボランティアも定期的に行っているという。
高校に進んだ頃から、日本社会が女性の活躍を期待していないのではないかと悩み始め、小説やテレビドラマでキャリアウーマンが必ずしも幸せな人生を歩んでいないことも加わって専業主婦志向へ切り替わった。
日本女子大学3年生の時、居眠りするつもりで聴講した猪口邦子（参議院議員・国際政治学者）の講演で「これからは共働きが当たり前になる」「子育てする女性の視点が商品・サービス開発に役立つ」と説かれ情熱が再燃。就職活動の準備を怠っていたこともあり、自分を変えたいとアメリカ合衆国カリフォルニア州に渡り、1年近く滞在したという。渡米中の体験から、社内ビジネスコンテストで育休取得者の職場復帰プログラムを提案して優勝したこともあり、ワークライフバランス社の起業にもつながった。

## 主な著書
- 『新しい人事戦略 ワークライフバランスー考え方と導入法ー』（日本能率協会マネジメントセンター、2007年7月、ISBN 9784820744344）初版
- 『結果を出して定時に帰る時間術』（成美堂出版、2008年2月、ISBN 9784415400617）sasaeru文庫 こ 2-1
- 『超人気ワークライフバランスコンサルタントが教える キャリアも恋も手に入れる、あなたが輝く働き方』（ダイヤモンド社、2008年3月、ISBN 9784478003589）
- 『あなたが働き方を変えるべき48の理由』（二見書房、2008年9月、ISBN 9784576080338）
- 『今や多数派“ワケあり社員”が戦力化するすごい仕組み』（小学館、2008年11月、ISBN 9784093878159）
- 『なぜ、あの部門は「残業なし」で「好成績」なのか? 6時に帰る チーム術』（日本能率協会マネジメントセンター、2008年12月、ISBN 9784820717348）
- 『小室淑恵のワークライフバランス手帳2010』（ディスカヴァー・トゥエンティワン、2009年10月、ISBN 9784887597402）
- 『人生と仕事の段取り術』（PHP研究所、2010年1月、ISBN 9784569771182）PHPビジネス新書
- 『改訂版 ワークライフバランス -考え方と導入法-』（日本能率協会マネジメントセンター、2010年3月、ISBN 9784820746362）改訂版
- 『小室淑恵の即効プレゼン術』（学習研究社、2010年3月、ISBN 9784054044807）
- 『小室淑恵のワーク・ライフバランス手帳2011』（ディスカヴァー・トゥエンティワン、2010年10月、ISBN 9784887598508）
- 『「3人で5人分」の仕事を無理なくまわす！ ― 「欠員補充ゼロ」の職場術』（プレジデント社、2011年1月、ISBN 9784833419505）
- 『実践ワークライフバランス　プロジェクトの進め方と定着の仕組みづくり』日本能率協会マネジメントセンター、2012年3月10日。ISBN 4820747584。
- 『労働時間革命 残業削減で業績向上！その仕組みが分かる』（毎日新聞出版、2016年3月、ISBN 978-4620323725)
- 『働き方改革　生産性とモチベーションが上がる事例20社』毎日新聞出版、2018年3月17日。ISBN 4620325082。
- 『プレイングマネージャー「残業ゼロ」の仕事術』ダイヤモンド社、2018年9月6日。ISBN 4478102929。

## 出演

### テレビ番組
- 日経スペシャル ガイアの夜明け 揺れる仕事の現場（2008年2月26日、テレビ東京）[11]。- 「ワークライフバランス」の企業コンサルタントを取材。
- 情報プレゼンター とくダネ!（2011年10月24日、フジテレビ） - コメンテーター
- NEWS WEB（NHK総合） - 2013年度ネットナビゲーター（第2期生・月曜日担当）。2014年度からは祝日に出演。
- 新世代が解く!ニッポンのジレンマ（NHK Eテレ） - コメンテーター
- NEWS23（TBSテレビ） - 金曜日[要説明]
- 報道ステーション（2015年11月27日、テレビ朝日） - 金曜日コメンテーター
- めざまし8（2021年4月2日 - 、フジテレビ） - コメンテーター

### ネット番組
- ポリタスTV（YouTube、2020年11月2日）